# Repülő-kísérleti Üzemek (Łódź)
A Repülő-kísérleti Üzemek (LWD – Lotnicze Warsztaty Doświadczalne) Łódźban 1945–1950 között működött lengyel repülőgépgyártó üzem és tervezőiroda volt. A második világháborút követően az első üzem volt, ahol megindult a repülőgépek tervezése és gyártása. A repülőgépeik típusjelzése LWD volt.

## Története

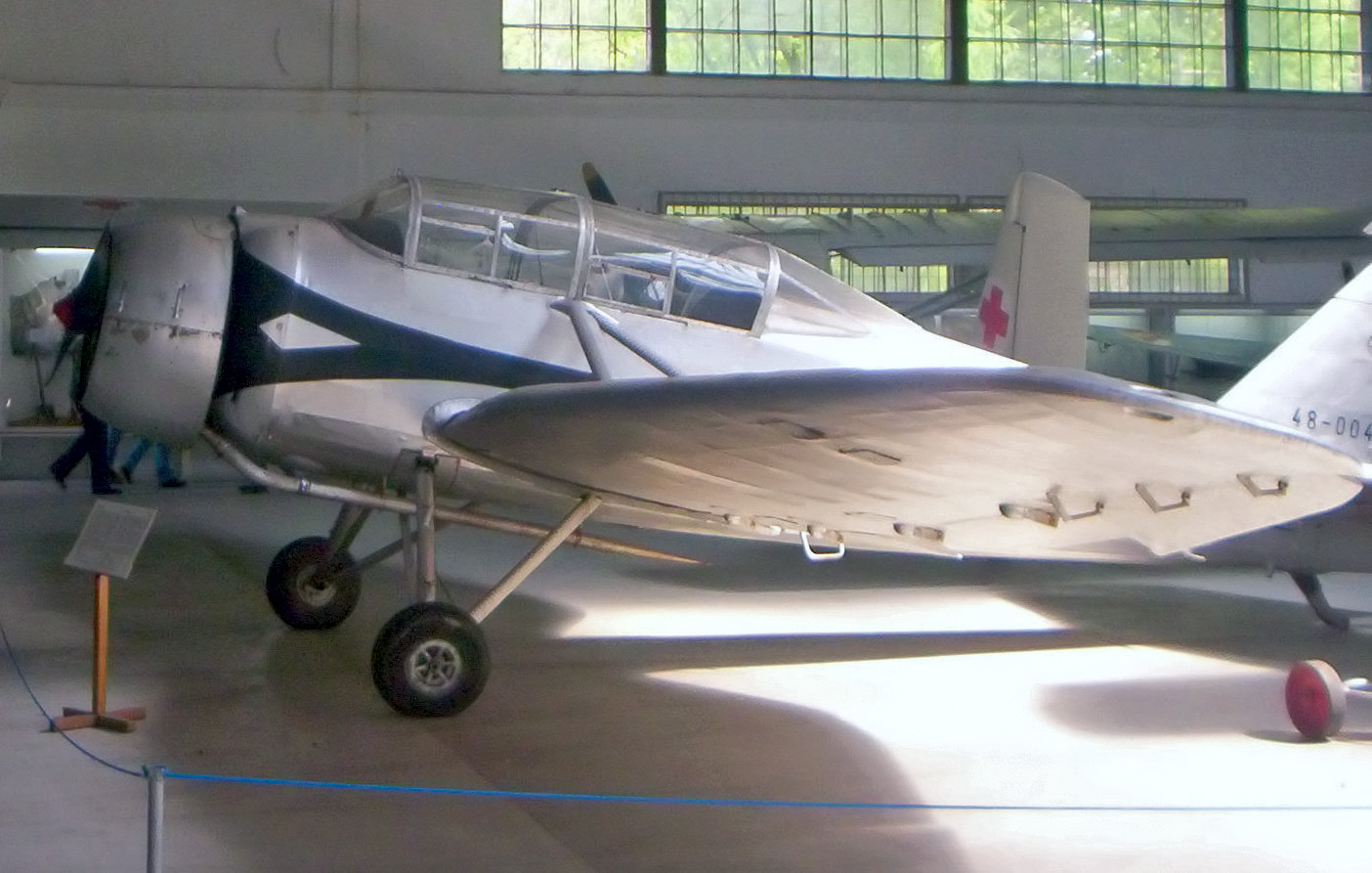
Az LWD Szpak 4
(Lengyel Repülési Múzeum)

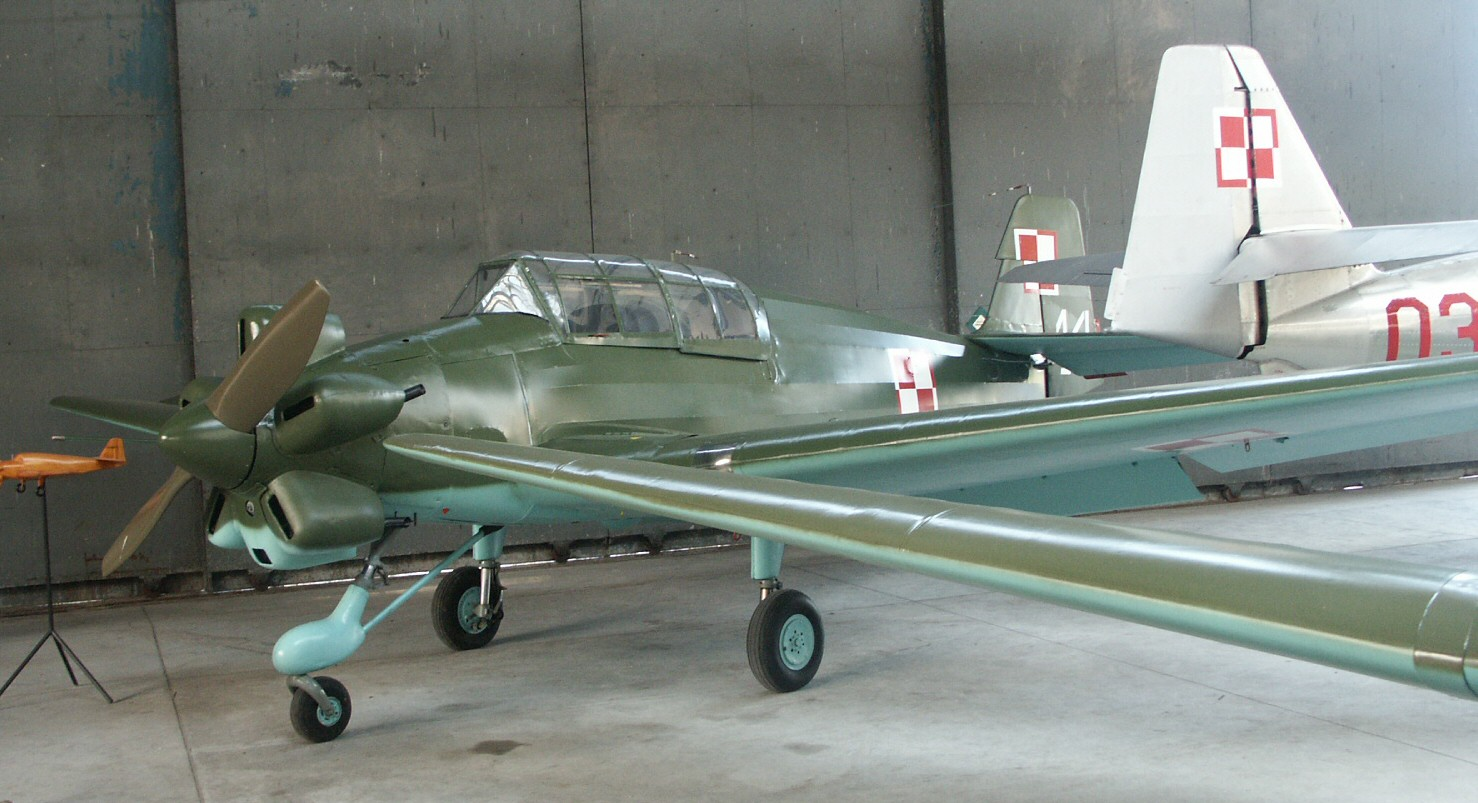
TS–9 Junak 3
(Lengyel Repülési Múzeum)

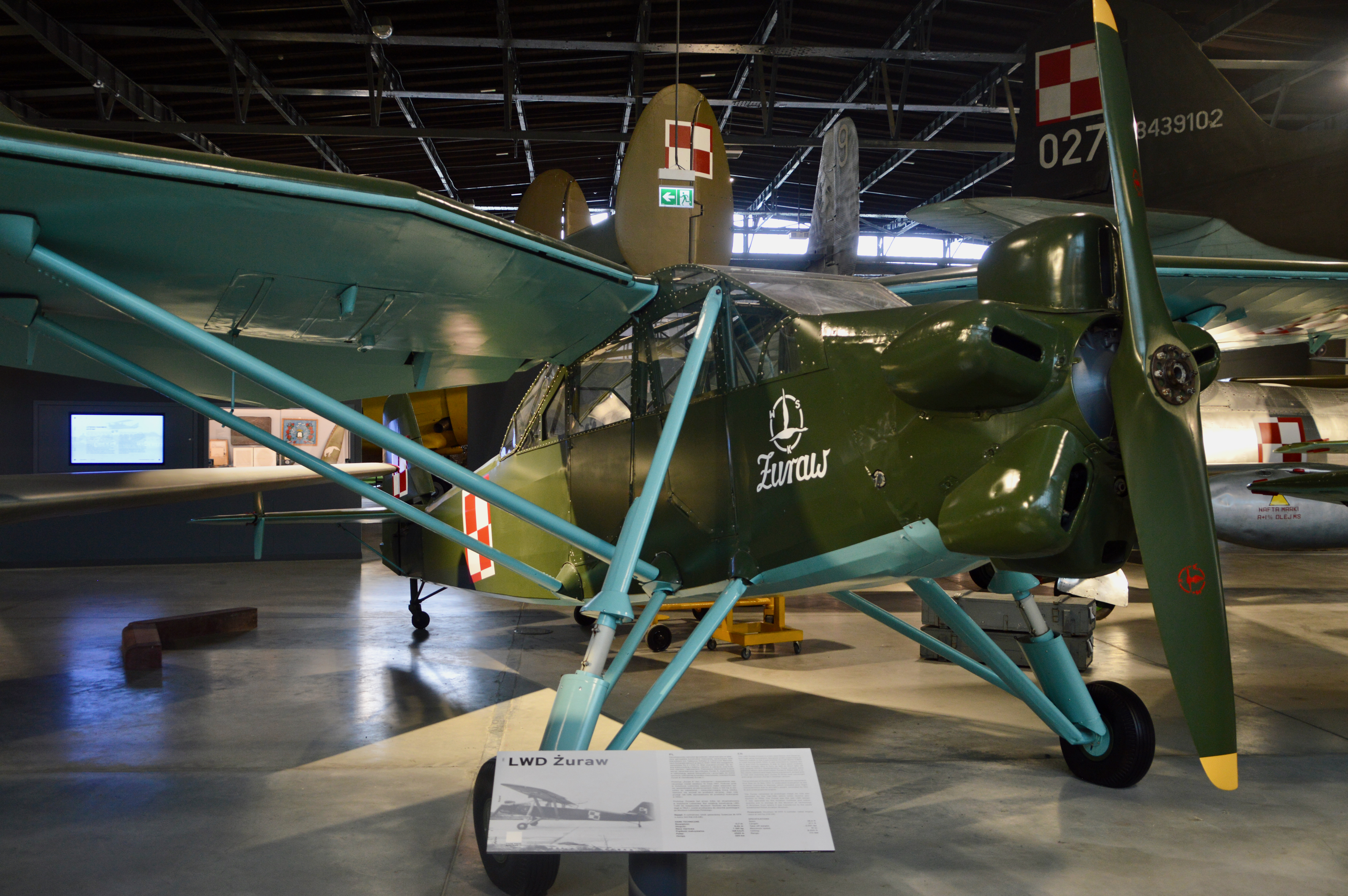
LWD Żuraw

A második világháború alatt a lengyel repülőgépipar teljesen megsemmisült. Lengyelország keleti területeinek felszabadulása után 1944 októberében Lublinban több repülőgéptervező részvételével megalakult a közlekedési minisztérium tervezőirodája. Ennek igazgatójává Aleksander Sułkowskit nevezték ki, a főkonstruktőr pedig Tadeusz Sołtyk lett. Rendkívül rossz körülmények között kezdtek hozzá első repülőgépük, a Szpak 1 tervezéséhez. 1945 elején a tervezőirodát átköltöztették az időközben felszabadult Łódźba. A tervezőiroda bázisán 1945. április 1-jén pedig létrehozták a Repülő-kísérleti üzemeket, amely a tervezésen kívül a prototípusok megépítésére és kis sorozatú gyártásra is alkalmas volt. AZ LWD néhány hónappal később Łódźba költözött.
A Szpak 1 végül nem épült meg, de az ez alapján kifejlesztett Szpak 2 1945. október 28-án végrehajtotta első felszállását. Ez volt a II. világháború utáni első lengyel repülőgép. A Szpak 2-t követte a Szpak 3, de mindkét gépből csak prototípus készült. Az 1947-ben elkészült LWD Szpak 4-ből azonban a PZL–Mielec egy kisebb, 10 db-os sorozatot gyártott. A Szpak 4 volt a háború utáni első, sorozatban gyártott repülőgép Lengyelországban.
A tervezőiroda következő modellje az 1947-ben tervezett LWD Żak túra és gyakorló repülőgép volt. A Żak 1 és Żak 2-ből csak a prototípus készült, de a Żak 3-ból az LWD egy 10 db-os szériát készített 1948-ban. A továbbfejlesztett Żak 4 szintén csak prototípus maradt.
Az LWD legsikeresebb típusa az 1948-ban megtervezett LWD Junak oktató és gyakorló repülőgép lett. A Junak 2 és Junak 3 típusváltozatok sorozatgyártása 1951-ben kezdődött el a varsói PZL–Okęcie gyárban és összesen 252 db készült a típusból. (A Junak 3 tervezési munkálatai azonban már nem az időközben megszűnt LWD-nél folytak.) A Junak bázisán alakították ki 1948-ban az LWD Zuch gyakorló műrepülőgépet. A gép kedvező repülési tulajdonságokkal rendelkezett ugyan, de a megfelelő motor hiánya miatt mindössze 7 db készült az LWD-nél.
A tervezőiroda következő típusa az LWD Miś kétmotoros könnyű szállító repülőgép volt 1949-ben. A konstrukció azonban nem volt sikeres, gyártására nem került sor. Az LWD utolsó munkája az LWD Żuraw futárrepülőgép volt 1951-ben. A prototípuson kívül több példány nem készült.
1950-ben megszüntették a tervezést és fejlesztést, így az LWD gyártóüzemmé vált, és a WSK–6 (Wytwórnia Sprzętu Kommunikacyjnego 6; magyarul: 6. sz. Közlekedési Berendezések Gyára) nevet kapta. A szakemberek az időközben létrejött nagyobb intézetekhez és üzemekhez kerültek. Az egyik legtehetségesebb lengyel repülőgéptervező, az LWD főkonstruktőre, Tadeusz Sołtyk a varsói Központi Repülőgép Tanulmányok Intézetéhez (CSS – Centralne Studium Samolotów) került. Az alacsony és gazdaságtalanul használható gyártókapacitás további fenntartása nem volt célszerű Łódźban, ezért hamarosan az egész üzemet felszámolták.

## Az LWD által tervezett repülőgépek
| Név       | Jellemzői                                                    | Gyártási darabszám    |
| --------- | ------------------------------------------------------------ | --------------------- |
| LWD Szpak | egymotoros, alsószárnyas túra- és többcélú repülőgép, 1945   | 13 (3 db az LWD-nél)  |
| LWD Żak   | egymotoros, alsószárnyas túra- és gyakorló, 1947             | 13                    |
| LWD Junak | egymotoros, alsószárnyas kiképző és gyakorló repülőgép, 1948 | 252 (1 db az LWD-nél) |
| LWD Zuch  | egymotoros, alsószárnyas gyakorló műrepülőgép                | 7                     |
| LWD Miś   | kétmotoros, felsőszárnyas könnyű szállító repülőgép          | 1                     |
| LWD Żuraw | egymotoros, felsőszárnyas futár repülőgép                    | 1                     |